# عکاس ماوتهاوزن
عکاس ماوتهاوزن (اسپانیایی: El fotógrafo de Mauthausen‎) یک فیلم زندگی‌نامه‌ای درام تاریخی اسپانیایی است که در سال ۲۰۱۸ منتشر شد. فیلم دربارهٔ زندگی یک عکاس اسپانیایی به نام فرانسیسکو بُـش است که در اردوگاه کار اجباری ماوتهاوزن زندانی بود. ماریو کاساس برای ایفای این نقش، ۱۲ کیلو وزن کم کرد تا آثار سوءتغذیه را در بدن او نشان دهد.